# Championnat du Ghana de football 1991-1992
Navigation
Saison précédente Saison suivante
La saison 1991-1992 du Championnat du Ghana de football est la trente-troisième édition de la première division au Ghana, la Premier League. Elle regroupe, sous forme d'une poule unique, les quatorze meilleures équipes du pays qui se rencontrent deux fois, à domicile et à l'extérieur. En fin de saison, pour permettre le passage du championnat de quatorze à douze clubs, les quatre derniers du classement sont relégués et remplacés par les deux meilleures formations de deuxième division.
C'est le club d'Asante Kotoko, tenant du titre, qui remporte à nouveau le championnat cette saison après avoir terminé en tête du classement final, avec trois points d'avance sur Hearts of Oak SC et sept sur Goldfields SC. C'est le dix-septième titre de champion du Ghana de l'histoire du club.

## Les clubs participants
| - Hearts of Oak - Asante Kotoko - Goldfields SC - Great Olympics - Real Tamale United - Neoplan Star - Promu de D2 - Akwahu Diamonds Stars - Promu de D2 | - Cornerstones Kumasi - Afienya United - Voradep FC - Dawu Youngstars - Kumapim Star - Brong Ahafo United - Okwahu United |

## Compétition
Le barème de points servant à établir les classements se décompose ainsi :
- victoire : 2 points ;
- match nul : 1 point ;
- défaite : 0 point.

### Classement
| Rang | Équipe                 | Pts | J  | G  | N  | P  | Bp | Bc | Diff |
| ---- | ---------------------- | --- | -- | -- | -- | -- | -- | -- | ---- |
| 1    | Asante KotokoT         | 40  | 26 | 17 | 6  | 3  | 37 | 13 | +24  |
| 2    | Hearts of Oak SC       | 37  | 26 | 16 | 5  | 5  | 33 | 17 | +16  |
| 3    | Goldfields SC          | 33  | 26 | 11 | 11 | 4  | 31 | 17 | +14  |
| 4    | Kumapim Star           | 29  | 26 | 12 | 5  | 9  | 26 | 31 | -5   |
| 5    | Dawu Youngstars        | 26  | 26 | 8  | 10 | 8  | 31 | 34 | -3   |
| 6    | Neoplan StarP          | 26  | 26 | 8  | 9  | 9  | 24 | 26 | -2   |
| 7    | Brong Ahafo United     | 24  | 26 | 9  | 6  | 11 | 27 | 32 | -5   |
| 8    | Afienya United         | 24  | 26 | 6  | 12 | 8  | 18 | 20 | -2   |
| 9    | Great Olympics         | 24  | 26 | 8  | 8  | 10 | 24 | 27 | -3   |
| 10   | Real Tamale United     | 23  | 26 | 8  | 7  | 11 | 27 | 26 | +1   |
| 11   | Okwahu United          | 23  | 26 | 9  | 5  | 12 | 27 | 25 | +2   |
| 12   | Voradep FC C           | 23  | 26 | 9  | 5  | 12 | 24 | 30 | -6   |
| 13   | Cornerstones Kumasi    | 20  | 26 | 7  | 6  | 13 | 29 | 44 | -15  |
| 14   | Akwahu Diamonds StarsP | 13  | 26 | 3  | 7  | 16 | 22 | 44 | -22  |

|  | Qualification pour la Coupe des clubs champions africains 1993                        |
|  | Qualification pour la Coupe des Coupes 1993                                           |
|  | Qualification pour la Coupe de la CAF 1993                                            |
|  | Qualification pour la Coupe de l'UFOA 1993                                            |
|  | Relégation directe en deuxième division                                               |
|  | T : Tenant du titre C : Vainqueur de la Coupe du Ghana P : Promu de deuxième division |

## Bilan de la saison
| Championnat du Ghana de football 1991-1992 |                           |
| Champion                                   | Asante Kotoko (17e titre) |
| Coupes et trophées                         |                           |
| Vainqueur de la Coupe du Ghana 1991-1992   | Voradep FC                |
| Qualifications continentales               |                           |
| Coupe des clubs champions africains 1993   | Asante Kotoko             |
| Coupe des Coupes 1993                      | Voradep FC                |
| Coupe de la CAF 1993                       | Hearts of Oak SC          |
| Coupe de l'UFOA 1993                       | Neoplan Star              |
| Promotions et relégations                  |                           |
| Promus en Premier League                   | Cape Coast Dwarfs         |
| Promus en Premier League                   | Ghapoha Readers           |
| Relégués en Second League                  | Okwahu United             |
| Relégués en Second League                  | Voradep FC                |
| Relégués en Second League                  | Cornerstones Kumasi       |
| Relégués en Second League                  | Akwahu Diamonds Stars     |